# كريم روسي
كريم روسي (1 مايو 1994 بزيورخ في سويسرا - ) هو لاعب كرة قدم سويسري في مركز الهجوم. لعب مع زولته فاريجيم وستوك سيتي ونادي سبيزيا ونادي لوغانو وهال سيتي.

## وصلات خارجية
- كريم روسي على موقع اتحاد السويد (السويدية)
- كريم روسي على موقع قاعدة بيانات كرة القدم.إي يو (الإنجليزية)
- كريم روسي على موقع Soccerway.com (الإنجليزية)